# James Tyrrell
James Tyrrell (ur. 1445 lub 1455, zm. 6 maja 1502) - zaufany rycerz króla Ryszarda III. Najstarszy syn  Williama Tyrella (ok. 1415-1461), straconego za spisek przeciw Edwardowi IV, i Margaret Darcy.
W 1485 przebywał we Francji. Podczas jego nieobecności w Anglii miała miejsce Bitwa pod Bosworth, podczas której Ryszard poległ. Nowy król, Henryk VII Tudor, mianował Tyrrella gubernatorem Guînes.
W 1501 poparł Edmunda de la Pole'a w roszczeniach do tronu angielskiego, za co wtrącono go do więzienia. Podczas tortur przyznał się do zabójstwa króla Edwarda V i Ryszarda Shrewsbury w Tower of London. Został stracony przez dekapitację. Nie ma jednak dowodów na potwierdzenie wyznań Tyrrella.
Pojawia się w sztuce Ryszard III Williama Szekspira i filmu o tym samym tytule z 1995 r., gdzie w rolę Tyrrella wcielił się Adrian Dunbar.